# Albericus swanhildae
Albericus swanhildae е вид земноводно от семейство Microhylidae. Видът е незастрашен от изчезване.

## Разпространение
Разпространен е в Папуа Нова Гвинея.

## Описание
Популацията на вида е стабилна.